# Lengyelország budapesti nagykövetsége
Lengyelország budapesti nagykövetsége (lengyelül: Ambasada Rzeczypospolitej Polskiej w Budapeszcie) Magyarország és Lengyelország kapcsolatainak egyik kiemelt intézménye. Budapesten, a Városligeti fasor 16. szám alatt található.

## Története
A képviselet története sokban hasonlít Magyarország varsói nagykövetségének históriájához. Mindkét ország 1918 novemberében nyerte el önállóságát, míg mi az Osztrák–Magyar Monarchiából, Lengyelország az Orosz Birodalomból vált ki. A két ország azonnal kereste egymással a kapcsolatot: Magyarország a monarchia volt követségének titkárát, Csekonics Ivánt, Lengyelország Jan Szembeket (a korabeli magyar sajtóban: Szembek Jánost) bízta meg de facto képviselettel 1919-ben. Mindkét ország 1921-ben emelte követségi rangra a képviseletét, és nevezte ki a misszióvezetőt: Jan Szembek 1921. november 17-én adta át megbízólevelét Horthy Miklós kormányzónak. Csupán diplomáciatörténeti pillanat volt, hogy Miskolcon 1920. március 18-án lengyel konzulátus nyílt Tadeusz Ligęza-Stamirowski (Stamirovszky Tádé) vezetésével. Ekkoriban ugyanis még nagyon hittek abban, hogy a békeszerződés Miskolcot egyfajta logisztikai-kereskedelmi központtá emeli majd, és a városnak jelentős szerepe lesz a lengyel-magyar kereskedelemben. Miskolc lett volna a két ország közti szén, élelmiszer és nyersanyagszállítás fontos áteresztő állomása, ráadásul ekkor még nyitott volt Ruténia csehszlovákiai részének hovatartozása: amennyiben Magyarországé lett volna a békeszerződés után, úgy közvetlen lengyel-magyar határszakasz jött volna létre. Számos ok miatt a  tervek nem valósultak meg, a konzulátus - egy évig sem működve - 1921. január 1-jén Budapestre költözött.

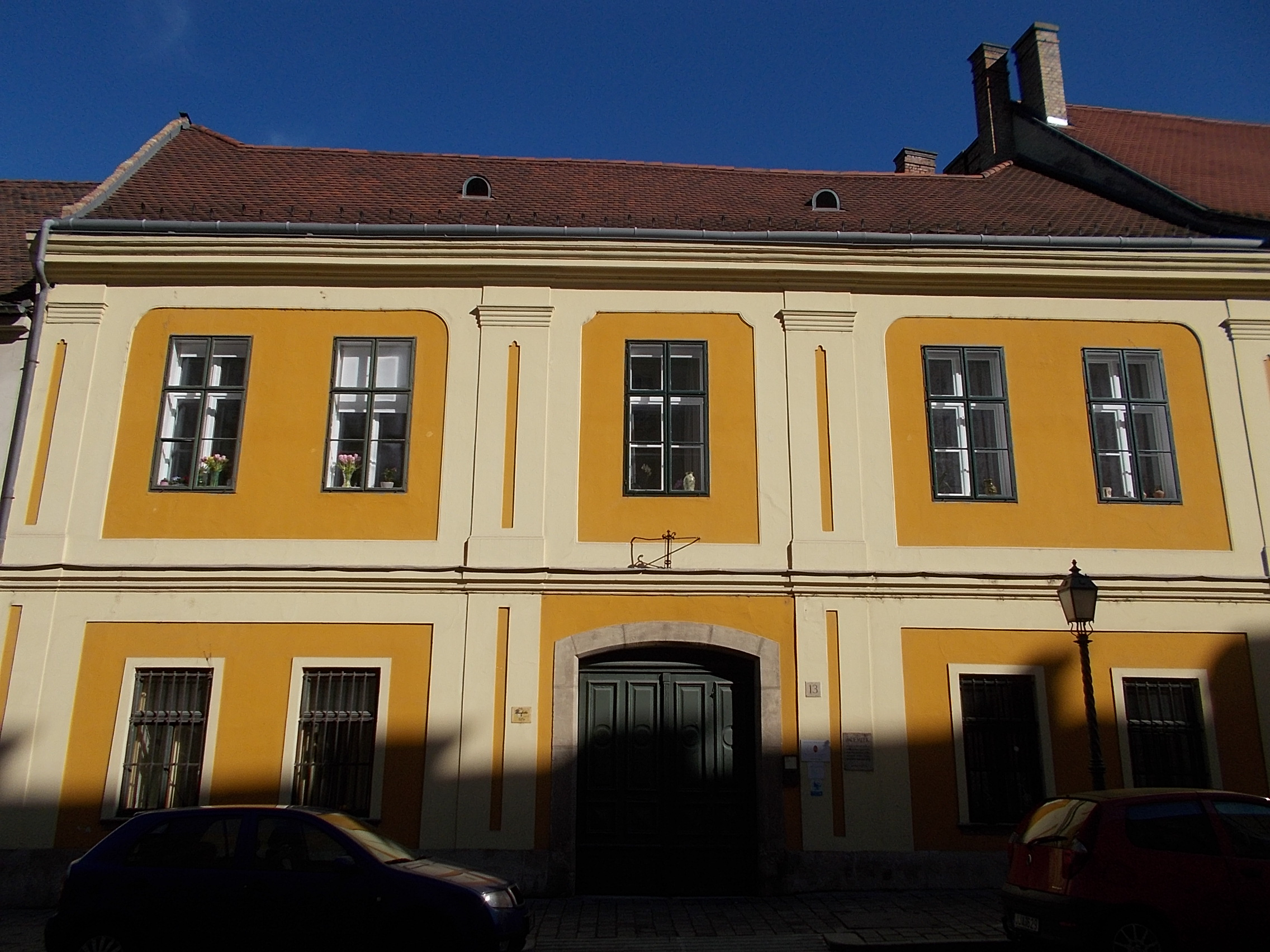
A követség két háború közti helyszíne: Országház utca 13., a Sztojakovits-ház

1934. október 21-én kulturális egyezményt írt alá a lengyel és magyar kormány, ennek a megállapodásnak az eredményeképpen kezdte meg működését 1938 őszén a Lengyel Intézet. Az ünnepélyes megnyitóra 1939. május 24-én került sor. A második világháború kitörésekor Leon Orłowski volt a követ. A németek által megszállt Lengyelországból a kormánynak menekülnie kellett (a magyar követség, Hory András vezetésével szintén elhagyta az országot). Közismert, hogy a lengyel menekültek Magyarország felé vagy Magyarországon keresztül hagyták el otthonukat, így a lengyel követségnek kiemelt szerepe volt a migráció szervezésében, irányításában. De más feladatuk is volt: a nemzeti ellenállás szervezésének megkezdése, az érkező katonák és katonaviseltek felfegyverzése, külföldre juttatása - ehhez egyébként nem csak a budapesti, hanem Lengyelország valamennyi külföldi képviselete és azok katonai attaséjának munkájára szükség volt. Vörnle János külügyminiszter-helyettes - aki egyébként az külügyi apparátus a nácik felé leginkább elkötelezett tagja volt - 1939 október 28-án fel is szólította Orłowskit, hogy a szervezkedést fejezze be, és elrendelte, hogy lengyel katonák ettől a naptól kezdve nem utazhatnak tovább az országból. Erőteljes német nyomásra végül a lengyel követség 1940. december 7-én bezárt, miután a magyar külügy megvonta tőle a területenkívüliségét. Kiemelt szerep jutott a továbbra is működő Lengyel Intézetnek: itt jelentek meg a lengyel emigráció lapjai (Wiesci Polskie, Tygodnilc Polski-Materialy Obozowe, Nasze Swietlicowe Materialy), könyvkiadással is foglalkozott, mint például lengyel iskolák számára tankönyvek, szépirodalmi művek, továbbá folytatta korábbi tevékenységét.
A második világháború után 1946-ban került sor a diplomáciai kapcsolatok ismételt felvételére (más forrás szerint 1945. december 18-án), majd 1954. április 27-től nagyköveti szintre emelték azt.

## A követség helyszínei
- Képviseletként 1919-től az akkori Zita királyné út (ma: Várkert rakpart) 2. szám alatt,[12]
- 1920-ban az Akadémia utca 9. számú házban,
- később egészen az 1940-ben történt bezárásáig az I. Országház utca 13. szám alatti ún. Sztojakovits-házban működött,
- 1948-ban a Városligeti fasor 16. szám alatti épületet megvásárolták, és azóta - a mai napig - ebben a házban működik.

## Misszióvezetők
- 1919–1924 Jan Szembek
- 1924–1928 Zygmunt Michałowski(wd)
- 1928–1929 Ignacy Matuszewski(wd)
- 1929–1931 Otmar Łazarski(wd) ügyvivőként
- 1931–1936 Stanisław Łepkowski
- 1936–1940 Leon Orłowski
- 1946–1947 Piotr Szymański(wd) ügyvivőként
- 1947–1949 Alfred Fiderkiewicz(wd)
- 1949–1954 Henryk Minc(wd) 1950-ig ügyvivőként, utána követ
- 1954–1955 Bogdan Hamera(wd)
- 1955–1959 Adam Willmann(wd)
- 1959–1964 Henryk Grochulski(wd)
- 1964–1969 Jan Kiliańczyk
- 1969–1975 Tadeusz Hanuszek
- 1975–1978 Stefan Jędrychowski(wd)
- 1978–1982 Tadeusz Pietrzak(wd)
- 1983–1986 Jerzy Zieliński
- 1986–1990 Tadeusz Czechowicz(wd)
- 1990–1996 Maciej Koźmiński
- 1997–2001 Grzegorz Łubczyk
- 2001–2005 Rafał Wiśniewski(wd)
- 2005–2009 Joanna Stempińska
- 2010–2016 Roman Kowalski
- 2016–2022 Jerzy Snopek
- 2022–2025 Sebastian Kęciek(wd)
- 2025– Jacek Śladewski ügyvivőként